# Junior Parker
Herman 'Little Junior' Parker (Clarksdale, 27 mei 1932 - Blue Island, 18 november 1971) was een Amerikaanse bluesmuzikant (zang, mondharmonica).

## Biografie
Junior Parker werd in 1932 geboren in Mississippi, de staat van de deltablues. Als jongeling leerde hij de blues van zijn mentor Sonny Boy Williamson II en trad hij op met gospelkoren. In 1949 trad hij op zeer jonge leeftijd op met Howlin' Wolf.
Begin jaren 1950 speelde Parker bij de The Beale Streeters, en in 1951 formeerde hij zijn eigen band, The Blue Flames. Ike Turner ontdekte hem in 1952 en bezorgde hem een platencontract bij Modern Records, dat werd geleid door de broers Bihari en dat gespecialiseerd was in rhythm-and-blues. De eerste opname was You're My Angel.
Parkers Modern-single trok de aandacht van Sam Phillips, die in Memphis zijn label Sun Records had. Phillips contracteerde Parker en al in 1953 volgde de eerste hit Feelin' Good, die nummer 5 werd in de r&b-hitlijst. In datzelfde jaar had Parker met Mystery Train en Love My Baby nog twee r&b-hits. Mystery Train werd in 1955 gecoverd door Elvis Presley, en Love My Baby vond eind 1956 in de vertolking van Hayden Thompson zijn weg naar het rockabillycircuit.
Parker stapte in 1953 over naar Duke Records en ging met Johnny Ace en Bobby Bland op tournee. Uiteindelijk leidde Parker ook de Blues Consolidated Revue, waarmee hij nog tot 1966 hits had, zoals Driving Wheel en Sweet Home Chicago, beide van Roosevelt Sykes, Mother-in-Law Blues van Don Robey en zijn eigen nummer Stand by Me.
Midden jaren 1960 verminderde het succes, maar toch nam Parker verder op voor Mercury Records, Blue Rock Records, Minit Records en Capitol Records. 

## Overlijden
Junior Parker overleed in november 1971 aan de gevolgen van een hersentumor. In 2001 werd hij opgenomen in de Blues Hall of Fame.
- Bibliothèque nationale de France: cb13926161g (data)
- Gemeinsame Normdatei: 134650220
- International Standard Name Identifier: 0000 0000 7367 3434
- Library of Congress Control Number: n91086527
- MusicBrainz: 79bd0f86-95f0-4e2b-806f-7d78640cf683
- Nationale Bibliotheek van Israël: 987007349392005171
- Nederlandse Thesaurus van Auteursnamen: 100259111
- Virtual International Authority File: 100315610
- WorldCat: E39PBJyxpDhttKtxmD7xhBrcyd